# 奈良女子大学附属幼稚園
奈良女子大学附属幼稚園（ならじょしだいがくふぞくようちえん, Kindergarten Attached to Nara Women's University）は、奈良県奈良市学園北一丁目にある国立幼稚園。
奈良女子大学の附属学校だが、男女共学である。

## 概要

### 歴史
前身は奈良女子高等師範学校附属幼稚園。設立当初は良妻賢母の育成を目指していたが、大正デモクラシーの影響で、木下竹次らが自由で民主主義的な教育を展開した。
戦後、男女共学となり、2004年（平成16年）に現園名となった。

### 校風
校風は「望ましい子どもの姿」。

## 沿革
- 1912年（明治45年） - 「奈良女子高等師範学校附属幼稚園」を設置。
- 1949年（昭和24年） - 奈良女子大学が設置。「奈良女子大学高等師範学校附属幼稚園」と園名を変更
- 1952年（昭和27年） - 奈良女子高等師範学校が閉校。「奈良女子大学文学部附属幼稚園」として発足。
- 2004年（平成16年） - 国立大学法人となり、奈良女子大学附属幼稚園（名称から「文学部」を除く）に改組。